# Forfait Améthyste
Pour les articles homonymes, voir Améthyste (homonymie).
Pour un article plus général, voir Tarification des transports en commun d'Île-de-France.
Le forfait Améthyste (anciennement « Carte Améthyste ») est un titre de transport annuel destiné aux personnes âgées, ou invalides si elles sont âgées de plus de 20 ans, permettant à son possesseur de voyager librement en Île-de-France sur les réseaux de la Régie autonome des transports parisiens (RATP) et de la Société nationale des chemins de fer français (SNCF).

## Principes généraux
Le forfait est délivré par l'intermédiaire des services sociaux du département de résidence, le centre d'action sociale de la Ville de Paris (CASVP) pour les personnes résidant dans la capitale.
Le souscripteur doit avoir au préalable acquis une carte Navigo (jusqu'en 2012, il s'agissait d'une carte spécifique remise directement et à renouveler chaque année, accompagnée d'un coupon magnétique) qui lui permet de passer les portillons automatiques du métro de Paris ou du réseau express régional d'Île-de-France (RER) ; il doit également le valider lors de l'accès à un bus ou à un tramway.

## Avantages
Le forfait Améthyste permet de bénéficier de la gratuité ou d'une réduction de 50 % sur l'ensemble des réseaux de transport à l'intérieur des zones choisies en fonction du département de délivrance, à l'exception des liaisons aéroportuaires et des lignes d'autobus à tarification spéciale.

## Conditions de délivrance

### Bénéficiaires
Il peut être accordée aux :
- personnes âgées de plus de 65 ans, ou dès 60 ans pour des personnes reconnues inaptes au travail ;
- personnes handicapées à 80 % ou plus, âgées de plus de 20 ans ;
- anciens combattants et veuves de guerre de plus de 65 ans, aux déportés ou internés de 1939-1945 et aux mères titulaires de la Médaille de la famille à partir de 60 ans ;
- veuves d'anciens combattants, aux veuves de déportés et d'internés des camps de concentration et aux réfractaires au service du travail obligatoire (STO).

### Conditions de ressources
Le forfait est délivré sous réserve d'un plafond d'imposition annuel, ou de non-imposition en Seine-Saint-Denis. Ce plafond d’imposition n'est pas opposable aux anciens combattants et veuves de guerre, aux déportés ou internés de 1939-1945, aux mères titulaires de la Médaille de la famille à partir de 60 ans, aux veuves d'anciens combattants, aux veuves de déportés et d'internés des camps de concentration et aux réfractaires au STO ainsi que, dans certains départements, aux personnes handicapées.

### Participation financière
Le coût de la participation financière au forfait est fixé par le conseil départemental de chaque département et varie en fonction de l'imposition du demandeur. Dans certains départements, elle est gratuite pour les personnes handicapées, ou les anciens combattants, ou déportés ou veuves d'ancien combattant, ou déporté.

## Historique
La carte Améthyste était proposée sur coupon magnétique. Le projet de l'intégrer sur le passe Navigo a été voté par le Syndicat des transports d'Île-de-France (STIF). Son intégration est en place à Paris depuis décembre 2012 et s'étend ensuite aux autres départements.
Pour sa part, la ville de Paris propose les cartes Améthyste et Émeraude sur passe Navigo avec les mêmes avantages. À cette occasion, la carte Émeraude (délivrée uniquement à Paris) devient payante (sauf pour les anciens combattants et veuf(ve)s de guerre âgé(e)s de  65 ans et plus) ; son prix a été fixé, selon le type de bénéficiaire, à 20 ou 40 euros.
Le coût de la carte variait dans chaque département : par exemple en 2010, dans le Val-de-Marne, le coût annuel de la carte était de 16 euros. À Paris, en 2012, il est de 154,89 euros pour les impositions inférieures à 992 euros ou de 240,64 euros pour les impositions supérieures . À Paris, ce coût élevé peut s'expliquer par l'existence d'une carte gratuite : la carte Émeraude, qui permet de circuler uniquement dans les zones 1-2 (Paris et banlieue limitrophe). Dans les Hauts-de-Seine, la participation est fixée à 25 euros par an en août 2025.

### Fin du forfait Améthyste
Dès le 1er octobre 2025, le forfait Améthyste sera remplacé par un nouveau dispositif de remboursement des frais de transport. Ce dispositif reposera sur le Pass Liberté+ d'Île-de-France Mobilités (IDFM), qui permet aux usagers de payer uniquement les trajets effectués et de recevoir une facture mensuelle.
Le Département du Val-de-Marne proposera un remboursement des trajets effectués avec le Pass Liberté+, dans la limite de 200 € par an. Le remboursement sera accordé sur la base des dépenses réelles engagées.